# Aphrastura masafuerae
El rayadito de Masafuera (Aphrastura masafuerae), o también rayadito de Más Afuera, es una especie de ave paseriforme de la familia Furnariidae, una de las dos pertenecientes al género Aphrastura. Es endémica de la isla Alejandro Selkirk, anteriormente conocida como isla Masafuera o Más Afuera, por ser la más alejada del continente americano del Archipiélago de Juan Fernández, frente a las costas de Chile.

## Hábitat
Su hábitat natural, que cubre solo once kilómetros cuadrados, son zonas de arbustos húmedas, dominadas por helechos arborescentes Dicksonia externa en estrecha asociación con el canelo Drimys confertifolia, un árbol endémico del archipiélago; también ocurre en las laderas dominadas por helechos Lophosoria quadripinnata en las mayores elevaciones de la isla. Es más común a lo largo de cursos de agua, donde crecen exuberantes helechos Dicksonia de hasta cinco metros de altura. Habita entre los 600 y 1320 m de altitud, con tendencia a descender durante el invierno. Nidifica a altitudes superiores a los 1200 m, en pequeñas hendiduras naturales en las rocas, en ambientes siempre fuertemente asociados con el canelo.

## Estado de conservación
El rayadito de Más Afuera ha sido calificado como críticamente amenazado de extinción por la Unión Internacional para la Conservación de la Naturaleza (IUCN). Los censos de la especie arrojaban poblaciones de 55 a 1000 aves en 1980, 200 en 1992 y solo 140 en 2002. Actualmente su población se considera estable y está estimada en tan solo 50 a 250 individuos maduros. Está amenazado debido a las especies introducidas, particularmente las cabras que degradan su hábitat, y probablemente a las ratas y gatos asilvestrados. La totalidad de la isla es actualmente un área protegida y existen programas de control o prevención de especies invasoras. Es el ave más amenazada de Chile.

## Sistemática

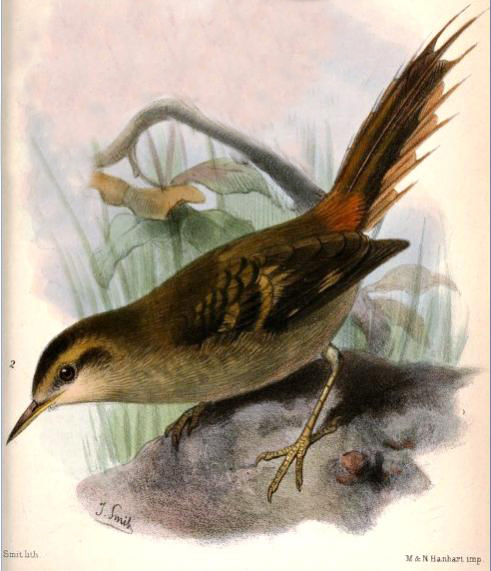
Ilustración por Smit, 1871

### Descripción original
La especie A. masafuerae fue descrita por primera vez por los ornitólogos alemanes Rodolfo Amando Philippi y Christian Ludwig Landbeck en 1866 bajo el nombre científico Synallaxis masafucrae (con un notorio error de transcripción); la localidad tipo es: «Isla Más Afuera, Chile (actualmente isla Alejandro Selkirk)».

### Etimología
El nombre genérico femenino «Aphrastura» deriva del griego «aphrastos»: maravilloso, y «oura»: cola, significando «de cola maravillosa»; y el nombre de la especie «masafuerae», se refiere a la localidad tipo de la especie.

### Taxonomía
Es monotípica. Es pariente cercana a Aphrastura spinicauda, habiendo divergido de ella o de un ancestral común probablemente durante el Pleistoceno. A pesar de que la absoluta mayoría de los autores y clasificaciones utilizan el nombre específico enmendado masafuerae, algunos autores sostienen que la escrita original masafucrae debería permanecer, ya que no habría ninguna evidencia interna que justifique la enmienda.